# Paulista (Pernambuco)
Paulista is een gemeente in de Braziliaanse deelstaat Pernambuco. De gemeente telt 328.353 inwoners (schatting 2017).
Het gebied van het huidige Paulista, ontstond in 1689 toen het door Manoel de Moraes Navarro, gen. "de O Paulista" (de bewoner van de stad São Paulo) verworven werd. Sindsdien wordt het gebied gebruikt voor de teelt van suikerriet. Vooraleer Paulista in 1935 een zelfstandige stad werd, was het een onderdeel van de stad Olinda.
De patroonheilige van Paulistas is Nossa Senhora dos Prazeres.

## Aangrenzende gemeenten
De gemeente grenst aan Abreu e Lima, Camaragibe, Igarassu, Olinda, Paudalho en Recife.